# Yun Mi-jin
Yun Mi-jin (윤미진: Daejeon, 20 de abril de 1983) é uma arqueira sul-coreana, tricampeã olímpica e tri campeã mundial.

## Carreira
Yun Mi-jin representou seu país nos Jogos Olímpicos de 2000 e 2004, ganhando a medalha de ouro por equipes 2000 e 2004 e no o individual em 2000 com apenas 17 anos. 